# کلاس کونیگ
کلاس کونیگ (انگلیسی: Claës König; ۱۵ ژانویهٔ ۱۸۸۵ – ۲۵ نوامبر ۱۹۶۱) سوارکار اهل سوئد بود.